# 趙萬永

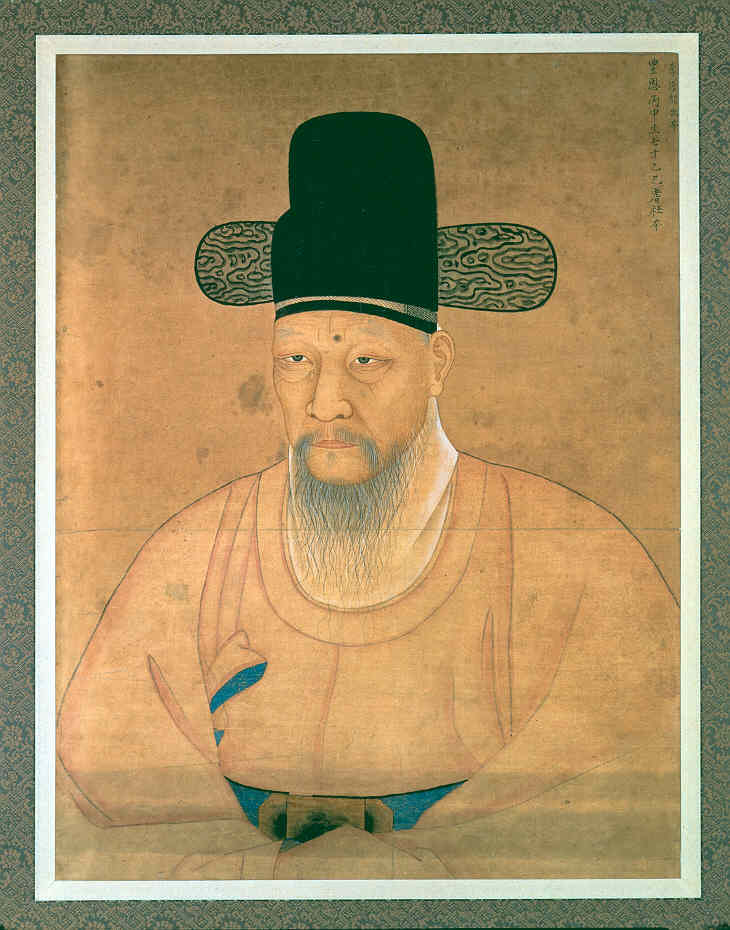
趙萬永

趙萬永（：／，1776年—1846年）。字胤卿，号石厓。本贯丰壤，朝鲜王朝后期文臣。父亲趙鎭寬。

## 经历
純祖十九年（1819年）出使清朝，同年，他的女儿嫁给了朝鲜纯祖的儿子孝明世子，成了世子嫔。朝鲜宪宗即位后，赵万永成为国王外祖父，任命其弟弟赵寅永为领议政，开始掌握国家大权。憲宗五年（1839年），发动己亥邪狱，取缔天主教，趁机打压安东金氏和开放派（主要是潘南朴氏）。憲宗十一年（1845年），安东金氏金祖根等检举其子赵秉龟的不法行为。赵秉龟忧惧而亡。赵万永受打击，不久下台。

## 家庭
- 曾祖父：趙尙絅
- 祖父：趙曮
- 父亲：趙鎭寬
- 儿子：赵秉龟
- 長女：神贞王后
  - 外孫：朝鮮憲宗，朝鮮王朝第24位國王
  - （養）外孫：朝鮮高宗，朝鮮王朝第26位國王
- 三女：豐壤趙氏，俞致善之妻
  - （養）外孫：俞鎮學，純貞孝皇后的外祖父